# Пінон чорний
Пі́нон чорний (Ducula melanochroa) — вид голубоподібних птахів родини голубових (Columbidae). Ендемік Папуа Новаї Гвінеї.

## Опис
Довжина птаха становить 38-43 см, враховючи хвіст довжиною 13,5-15,2 см, вага 665 г. Виду не притаманний статевий диморфізм. Забарвлення переважно чорне, покривні пера крил і пера на спині мають сріблясті края, що утворюють лускоподібний візерунок. Гузка темно-каштанова, нижня сторона хвоста сріблясто-сіра. Райдужки червоні, дзьоб сизий, на кінці чорний, лапи темно-червоні.

## Поширення і екологія
Чорні пінони мешкають на островах архіпелагу Бісмарка, зокрема на островах Нова Британія, Нова Ірландія, Умбой, Ватом і Дьюк-оф-Йорк. Вони живуть у вологих гірських і рівнинних тропічних лісах. Зустрічаються поодинці, парами або невеликими зграйками, на Новій Британії на висоті від 150 до 1850 м над рівнем моря, на острові Умбой на висоті від 300 до 700 м над рівнем моря, на Новій Ірландії на висоті від 300 до 1800 м над рівнем моря. Живляться плодами. Імовірно, ведуть кочовий спосіб життя, долають простори Новогвінейського моря в пошуках сезонних плодів.